# Foldada
Foldada ist ein spanischer Ort in der Provinz Palencia der Autonomen Gemeinschaft Kastilien und León. Die im 19. Jahrhundert selbständige Gemeinde gehörte lange Zeit zu Barrio de San Pedro. Foldada wurde mit diesem Ort in den 1970er Jahren zu Aguilar de Campoo eingemeindet. Foldada befindet sich sechs Kilometer östlich vom Hauptort der Gemeinde und ist über die Straße PP-2132 zu erreichen.

## Sehenswürdigkeiten

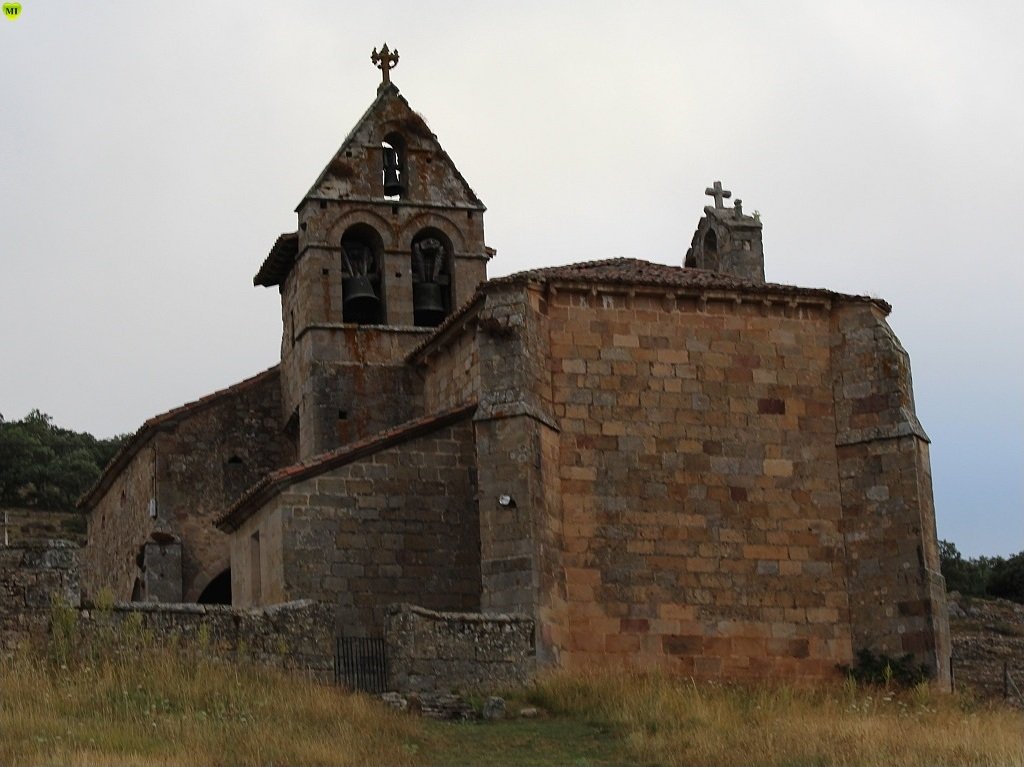
Romanische Pfarrkirche El Salvador

- Romanische Pfarrkirche El Salvador, erbaut im 13. Jahrhundert